# Powerslave
Powerslave («Раб влади») — п'ятий студійний альбом британського хеві-метал-гурту Iron Maiden, випущений 3 вересня 1984 року компанією EMI в Європі та її дочірнім відділенням Capitol Records в США.
В оформленні обкладинки диску і в заголовній пісні використовується єгипетська тематика. Платівка містить у собі пісню «The Rime of the Ancient Mariner», яка в студійному варіанті триває 13 хвилин 38 секунд і таким чином є найдовшою композицією групи. В альбом також увійшов останній на нинішній час інструментальний трек «Losfer Words (Big 'Orra)».

## Запис
На початку 1984 року після нетривалоі різдвяної відпустки Iron Maiden зібралися в готелі Chalet Hotel на острові Гернсі з метою розробити канву нового альбому. Близько чотирьох-шести тижнів музиканти продумували варіанти можливих пісень перш ніж розпочали працювати над записом. Як зізнавався пізніше Стів Гарріс: 
В орендованій студії музиканти працювали за певною системою: кожен з учасників групи приносив свої ідеї, а потім допрацьовував їх в зв'язці з кимось. Адріан Сміт найчастіше працював з Брюсом Дікінсоном, який писав тексти до його пісень, або з Дейвом Мерреєм, який писав гармонії і деякі гітарні партії. Стів Гарріс волів працювати поодинці і показував наявний матеріал, коли той був готовий на 90 %.
Репетиції й запис, як і при роботі над альбомом Piece of Mind, проходили в студії Compass Point Studios в Нассау (Багамські острови) і зайняли близько трьох місяців.
Після закінчення запису учасники гурту отримали двотижневу відпустку для відновлення сил перед проведенням концертного туру в підтримку альбому World Slavery Tour.

## Альбом

### Обкладинка
Обкладинка альбому Powerslave, розроблена постійним оформлювачем гурту Дереком Ріггсом, серед інших давньоєгипетських елементів містить деякі ієрогліфи, які належать до нашого часу:
- в нижньому лівому кутку обкладинки якраз позаду першого лева знаходяться слова «Indiana Jones was here 1941» (« Індіана Джонс був тут в 1941»);
- праворуч від напису знаходиться зображення Міккі Мауса.
- трохи вище над головами статуй можна побачити рядок «WOT A LOAD OF CRAP» («Що за нісенітниця»)
- в правому нижньому кутку обкладинки під лапою великого сидячого лева можна побачити Чеда[en] популярного героя британських графіті періоду Другої світової війни), що визирає з-за стіни з написом «WOT? NO GUINESS»;
- також на правій стороні над головами статуй видніється напис «BOLLOCKS» («Нісенітниця»).

Як і на кожній обкладинці Iron Maiden, автором якої виступав Ріггс, на обкладинці Powerslave присутній логотип художника: тут він знаходиться біля входу в піраміду, між лапами Едді.

### Список композицій
| #     | Назва                         | Автор                      | Тривалість |
| ----- | ----------------------------- | -------------------------- | ---------- |
| 1.    | «Aces High»                   | Стів Гарріс                | 4:32       |
| 2.    | «2 Minutes to Midnight»       | Брюс Дікінсон, Адріан Сміт | 6:04       |
| 3.    | «Losfer Words (Big 'Orra)»    | Стів Гарріс                | 4:15       |
| 4.    | «Flash of the Blade»          | Брюс Дікінсон              | 4:02       |
| 5.    | «The Duellists»               | Стів Гарріс                | 6:06       |
| 6.    | «Back in the Village»         | Брюс Дікінсон, Адріан Сміт | 5:00       |
| 7.    | «Powerslave»                  | Брюс Дікінсон              | 7:07       |
| 8.    | «Rime of the Ancient Mariner» | Стів Гарріс                | 13:38      |
| 50:57 |                               |                            |            |

| бонус-диск (перевидання 1995 року) | бонус-диск (перевидання 1995 року)                   | бонус-диск (перевидання 1995 року) | бонус-диск (перевидання 1995 року) |
| #                                  | Назва                                                | Автор                              | Тривалість                         |
| ---------------------------------- | ---------------------------------------------------- | ---------------------------------- | ---------------------------------- |
| 1.                                 | «Rainbow's Gold» (кавер-версія пісні гурту Beckett)  | Террі Слессер, Кенні Маунтейн      | 4:57                               |
| 2.                                 | «Mission From 'Arry»                                 | Стів Гарріс, Ніко Макбрейн         | 6:42                               |
| 3.                                 | «King of Twilight» (кавер-версія пісні гурту Nektar) | Nektar                             | 4:53                               |
| 4.                                 | «The Number of the Beast» (live)                     | Стів Гарріс                        | 4:57                               |

### Створення та зміст композицій
Композиція «Aces High» продовжує військову тематику пісень «Invaders» і «The Trooper». В основі тексту — погляд пілота британської авіації на події битви за Британію — найбільшої авіаційної битви Другої світової війни. Під час концертів, а також у кліпі до пісні використовується фрагмент промови Вінстона Черчілля «We shall fight them on the beaches». У рядку «then comes the sound of the guns sending flak» є невелика неточність: Flak — це німецьке зенітне знаряддя, і британські льотчики-винищувачі, б'ючись над своєю територією, не могли піддаватися обстрілу з нього, на відміну від пілотів бомбардувальної авіації, які воювали в небі Франції та Німеччини. У пісні також використовуються кілька жаргонних слів, що належать до авіації: «scramble» (аварійний зліт), «bandits» (ворожі літаки). а також орієнтація в просторі за годинними вказівок, коли вираз «12:00» використовується для позначення носа літака, а «6:00» — хвоста. Сингл «Aces High» досяг 20 позиції в британських чартах синглів.
«2 Minutes to Midnight» — ще одна пісня про війну і політику, про маніпулювання людьми і загрозу ядерної війни. Сам заголовок пісні стосується годинника судного дня (англ. Doomsday Clock) — одного з найбільш загальновідомих символів ядерного століття, що показує, як близько людство перебуває до початку ядерної війни. Годинники досягли 2 хвилин до опівночі в 1953 році, коли СРСР і США з різницею в дев'ять місяців випробували свої термоядерні бомби. Сингл «2 Minutes to Midnight» піднявся до 11-ої позиції в британському хіт-параді.
«Losfer Words (Big 'Orra)» — четверта за рахунком і остання на поточний момент (2010 рік) інструментальна композиція Iron Maiden. Назва пісні багато в чому несе сленговий відтінок: «Losfer Words» означає «lost for words» («втрачений для слів; нічого сказати»), а «Big 'Orra» — фонетична вимова «horror» в лондонському кокні-акценті. "Losfer Words? Так, розумійте назва буквально, — зізнавався згодом Брюс Дікінсон. — У нас більше не було текстів, і ми буквально розбились в спробах знайти тему, яка підходила б до музики. Хтось в результаті сказав: «А чи потрібні взагалі слова?» І я подумав: "Ні, не потрібні. Все відмінно так, як воно є "".
«Flash of the Blade» — пісня, навіяна коханням Дікінсона до фехтування. Вона також звучить у фільмі «Незрозумілі явища» (1985). «The Duellists» — ще одна «фехтувальна» пісня, навіяна однойменним фільмом Рідлі Скотта.
Композиція «Back in the Village» заснована на сюжеті англійського серіалу 1960-х років «The Prisoner» з Патріком МакГуеном (англ. Patric McGoohan) у головній ролі. Свого часу цей серіал став культовим. У фільмі британський секретний агент (ймовірно — колишній пілот часів Другої світової війни) залишає свою службу. За це таємні володарі світу його викрадають і тримають в місці, званому The Village (село), де людям замість імен присвоєні номера. Він — № 6. Чим менше номер, тим вище ступінь в ієрархії (так же цей серіал згадується в пісні «The Prisoner», з серіалу взято діалог № 6 і № 2).
«Powerslave» — центральна композиція для всього альбому. Пісня оповідає про смерть єгипетського фараона. Він розмірковує про втрату своєї влади після смерті. У нього немає докорів сумління з приводу його криваво-деспотичного правління. Він навіть дозволяє собі іронізувати, пропонуючи спадкоємцю крові і червоного вина, в надії, що той продовжить його диктаторський режим. Також термін «Раб влади» Дікінсон приміряв і на самих Maiden. У той час, на піку їхньої популярності, вони потрапили в порочне коло: вихід альбому — гастрольний тур — вихід нового альбому. Дікінсон написав цю пісню, маючи на увазі цю ситуацію, що склалася і маючи на увазі гурт як «рабів влади туру».

## Учасники запису
- Брюс Дікінсон — вокал
- Стів Гарріс — бас-гітара, бек-вокал
- Адріан Сміт — гітара, бек-вокал
- Дейв Меррей — гітара
- Ніко Макбрейн — ударні

## Чарти
| Чарт (1984)                                      | Позиція |
| ------------------------------------------------ | ------- |
| Австрія (Ö3 Austria Top 40)                      | 15      |
| Нідерланди (MegaCharts)                          | 5       |
| Нова Зеландія (RIANZ)                            | 11      |
| Норвегія (VG-lista)                              | 5       |
| Швеція (Sverigetopplistan)                       | 5       |
| Швейцарія (Schweizer Hitparade)                  | 10      |
| Велика Британія Albums (Official Charts Company) | 2       |
| США Billboard 200                                | 21      |
| Чарт (1985)                                      | Позиція |
| UK Albums (The Official Charts Company)          | 99      |
| Чарт (1992)                                      | Позиція |
| Норвегія (VG-lista)                              | 4       |
| Чарт (2006)                                      | Позиція |
| Іспанія (PROMUSICAE)                             | 96      |

| Сингл                               | Чарт (1984)          | Позиція | Альбом     |
| ----------------------------------- | -------------------- | ------- | ---------- |
| «2 Minutes to Midnight»             | German Singles Chart | 70      | Powerslave |
| «2 Minutes to Midnight»             | Irish Singles Chart  | 10      | Powerslave |
| «2 Minutes to Midnight»             | UK Singles Chart     | 11      | Powerslave |
| «Aces High»                         | Irish Singles Chart  | 29      | Powerslave |
| «Aces High»                         | UK Singles Chart     | 20      | Powerslave |
| Сингл                               | Чарт (1990)          | Позиція | Альбом     |
| «2 Minutes to Midnight / Aces High» | UK Albums Chart      | 11      | —          |